# Bishōjo

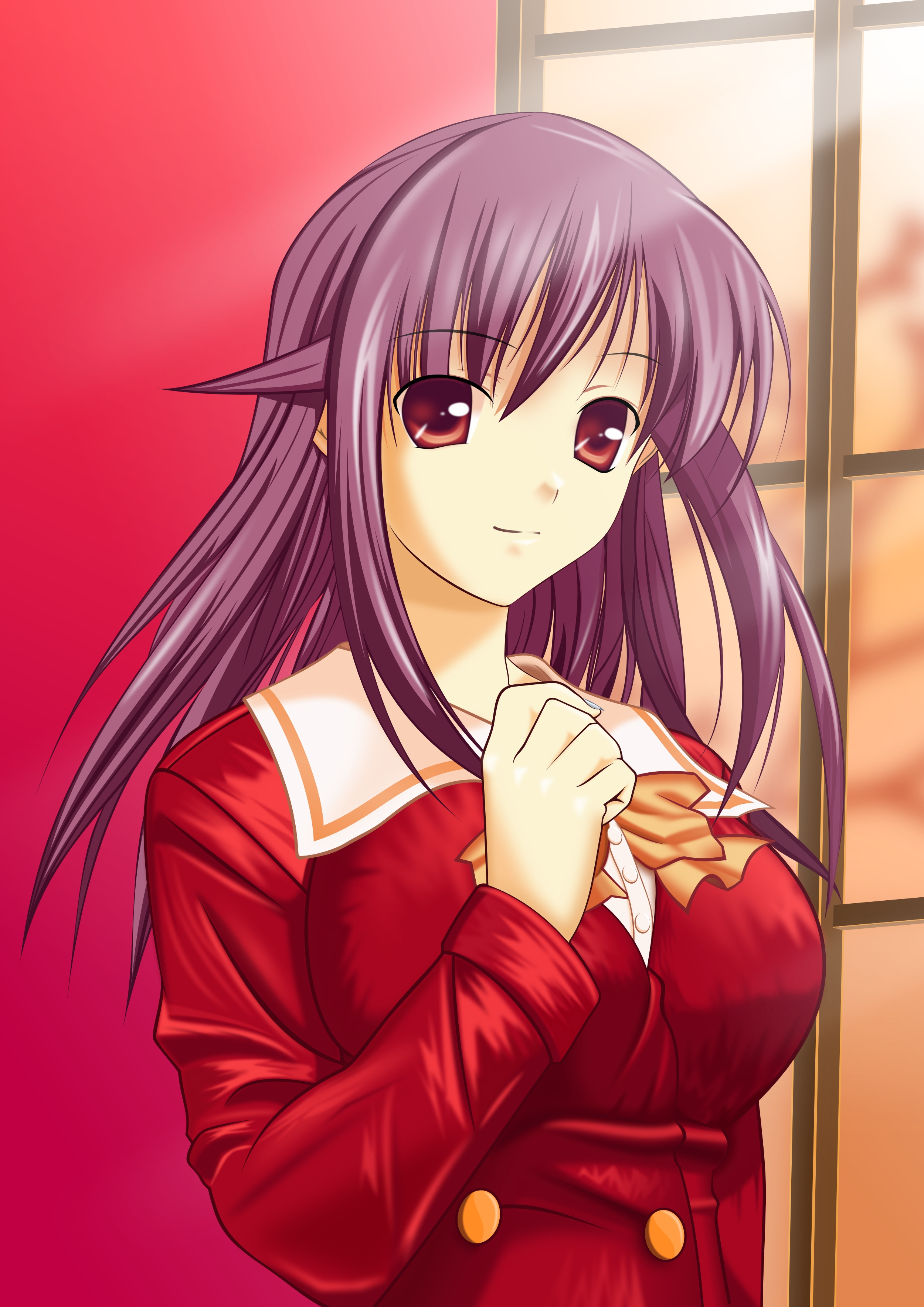
Exemplo de Garota Bonita (Bishoujo)

Bishōjo (美少女 lit. menina bonita') é um termo japonês usado para referir-se a um tipo de personagem, garotas jovens e bonitas, geralmente abaixo da idade universitária. Bishōjo não está listada como palavra no proeminente dicionário japonês Kōjien. Uma variante, biyōjo (美幼女), refere-se a garotas antes da idade da adolescência.

## História
O tipo de personagem bishōjo surgiu no boom do lolicon no início da década de 1980, especialmente nas obras do artista de mangá Hideo Azuma. Os personagens de Azuma combinavam os corpos redondos dos personagens de Osamu Tezuka e os rostos redondos e emotivos do mangá shōjo. Naquela época, o estilo dominante nos mangás seinen e pornográficos era o gekiga, um estilo realista caracterizado por ângulos agudos, hachuras escuras e linhas gritantes; em contraste, o trabalho de Azuma exibia sombreamento leve e linhas limpas e circulares. Ao fazer isso, Azuma desenvolveu o "erotismo fofo" (kawaii ero), uma forma de erotismo baseada em personagens no estilo mangá. 
Lolicon (derivado de "complexo de Lolita") foi um dos vários termos que se referem a essa expansão de personagens fofos em mangás e animes, e uma atração e afeição correspondentes por esses personagens.
Os sinônimos incluem "complexo bidimensional" (nijigen konpurekkusu), "fetichismo bidimensional" (nijikon fechi), "síndrome bidimensional" (nijikon shōkōgun), "síndrome da garota fofa" (bishōjo shōkōgun) e simplesmente "doença" (byōki).
Vários personagens criados por Hayao Miyazaki são considerados ícones do boom do bishōjo, especialmente Clarisse, do filme Lupin III: Castle of Cagliostro (1979), Lana, da série de TV Future Boy Conan (1978), e Nausicaä, de seu mangá e filme Nausicaä of the Valley of the Wind (1984).  Outro criador fortemente associado ao boom foi Rumiko Takahashi, cujo personagem Lum, de seu mangá Urusei Yatsura (1978-1987), ganhou imensa popularidade.  O crítico cultural Hiroki Azuma identifica Lum como um desenvolvimento fundamental na interação e resposta dos fãs aos personagens bishōjo:

Visitei pela primeira vez o encontro de produtores de fanzines em Tóquio, o Comic Market, em 1984 ou 1985, e os fanzines dedicados a personagens de séries de mangá e anime, como Urusei Yatsura... estavam por toda parte. Os fãs estavam respondendo aos personagens, sem dúvida. Na verdade, para mim, Urusei Yatsura é realmente um ancestral dos jogos bishōjo e da mídia moe - um personagem masculino completamente inútil é cercado por todas essas personagens femininas fofas, incluindo Lum, uma garota alienígena que usa biquíni e está apaixonada por esse personagem masculino.

## Bishōjoem mangá e anime
Personagens bishōjo são vistas em quase todos os gêneros de anime e mangá, especialmente em dating sims e visual novels, conhecidos como jogos bishōjo, e em animes e mangás do gênero harém. Bishōjo se distingue do termo de sonoridade semelhante shōjo, pois se refere ao sexo e aos traços das personagens e não da audiência-alvo do programa/trabalho. Embora bishōjo não seja um gênero propriamente dito, mas sim um estilo de personagens, séries que contêm personagens predominantemente deste estilo, como as do chamado gênero harém, são por vezes informalmente chamadas de séries bishōjo. Uma vez que um dos principais atrativos dessas séries são geralmente a arte e as atraentes personagens femininas, o termo é por vezes entendido como um "gênero",que vive exclusivamente em função da comercialização de suas belas personagens em vez de seu conteúdo ou enredo.